# 全国車いす駅伝競走大会
天皇盃全国車いす駅伝競走大会（てんのうはいぜんこくくるまいすえきでんきょうそうたいかい）は、毎年3月（かつては2月）に京都で開催されている駅伝競走で、競技用車いすを使用して行う車いす陸上競技の一つ。1988年10月に京都で開催された第24回全国身体障害者スポーツ大会の公開競技として実施され、その翌年度の1990年2月に名称を「全国車いす駅伝競走大会」と改め、以降毎年開催されている。

## 概要
コースは国立京都国際会館前を出発、京都市西京極総合運動公園陸上競技場兼球技場をフィニッシュとする21.3km（全国高校駅伝男子や全国女子駅伝の復路と同じ）。優勝チームには天皇盃が手渡される。
- 第1区 — 6.4km（国際会館→京大前）
- 第2区 — 2.8km（京大前→烏丸下立売）
- 第3区 — 2.4km（烏丸下立売→烏丸紫明）
- 第4区 — 5.7km（烏丸紫明→西大路御池）
- 第5区 — 4.0km（西大路御池→西京極）

中継中継区域内で次の走者の身体に触れることで完了する（タスキは使用しない）。
出場チーム数各都道府県で2チーム以内
チーム登録選手は7人まで、選手の編成は男女を問わない。
主催京都府、京都市、日本パラスポーツ協会、京都府身体障害者団体連合会、京都市身体障害者団体連合会、京都府スポーツ協会、京都障害者スポーツ振興会、ユース21京都、京都新聞社、京都新聞社会福祉事業団

## 大会記録
太字は大会記録。
| 回数   | 開催日        | 区間             | チーム数 | 優勝チーム                                 | 優勝タイム                                 | 2位チーム                                  | 3位チーム                                  |
| ------ | ------------- | ---------------- | -------- | ------------------------------------------ | ------------------------------------------ | ------------------------------------------ | ------------------------------------------ |
| 第1回  | 1990年2月25日 | 7区間 21.0975 km | 23チーム | 大阪Ａ(初)                                 | 1:05:31                                    | 山口                                       | 神戸市                                     |
| 第2回  | 1991年2月24日 | 5区間 20.0 km    | 32チーム | 山口(初)                                   | 57:53                                      | 神戸市                                     | 大阪Ａ                                     |
| 第3回  | 1992年2月23日 | 5区間 21.3 km    | 34チーム | 大阪Ａ(2)                                  | 55:53                                      | 山口                                       | 神戸市                                     |
| 第4回  | 1993年2月21日 | 5区間 21.3 km    | 40チーム | 山口(2)                                    | 51:44                                      | 神戸市                                     | 大阪Ａ                                     |
| 第5回  | 1994年2月27日 | 5区間 21.3 km    | 38チーム | 神戸市(初)                                 | 50:11                                      | 山口                                       | 愛知Ａ                                     |
| 第6回  | 1995年3月12日 | 5区間 21.3 km    | 33チーム | 京都Ａ(初)                                 | 52:56                                      | 和歌山                                     | 新潟                                       |
| 第7回  | 1996年2月25日 | 5区間 20.9 km    | 37チーム | 山口(3)                                    | 47:35                                      | 神戸市                                     | 京都Ａ                                     |
| 第8回  | 1997年2月23日 | 5区間 21.3 km    | 36チーム | 神戸市(2)                                  | 48:04                                      | 山口                                       | 京都Ａ                                     |
| 第9回  | 1998年2月22日 | 5区間 21.3 km    | 36チーム | 神戸市(3)                                  | 46:10                                      | 山口                                       | 名古屋市                                   |
| 第10回 | 1999年2月28日 | 5区間 21.3 km    | 33チーム | 神戸市(4)                                  | 49:01                                      | 京都Ａ                                     | 大分                                       |
| 第11回 | 2000年2月27日 | 5区間 21.3 km    | 33チーム | 大分(初)                                   | 48:40                                      | 山口                                       | 京都Ａ                                     |
| 第12回 | 2001年2月25日 | 5区間 21.3 km    | 31チーム | 大分(2)                                    | 47:23                                      | 山口                                       | 京都Ａ                                     |
| 第13回 | 2002年2月24日 | 5区間 21.3 km    | 28チーム | 大分(3)                                    | 43:48                                      | 京都Ａ                                     | 東京                                       |
| 第14回 | 2003年2月23日 | 5区間 21.3 km    | 30チーム | 大分(4)                                    | 44:05                                      | 京都Ａ                                     | 東京                                       |
| 第15回 | 2004年2月29日 | 5区間 21.3 km    | 33チーム | 大分(5)                                    | 43:50                                      | 北九州                                     | 京都Ａ                                     |
| 第16回 | 2005年2月27日 | 5区間 21.3 km    | 27チーム | 大分(6)                                    | 46:25                                      | 福岡                                       | 京都Ａ                                     |
| 第17回 | 2006年2月26日 | 5区間 21.3 km    | 28チーム | 大分(7)                                    | 46:10                                      | 福岡                                       | 大阪Ａ                                     |
| 第18回 | 2007年2月25日 | 5区間 21.3 km    | 32チーム | 大分Ａ(8)                                  | 44:41                                      | 福岡                                       | 神戸市                                     |
| 第19回 | 2008年2月24日 | 5区間 21.3 km    | 27チーム | 福岡(初)                                   | 45:48                                      | 大分Ａ                                     | 神戸市                                     |
| 第20回 | 2009年2月22日 | 5区間 21.3 km    | 30チーム | 京都Ａ(2)                                  | 47:01                                      | 大分Ａ                                     | 神戸市                                     |
| 第21回 | 2010年2月21日 | 5区間 21.3 km    | 28チーム | 京都Ａ(3)                                  | 46:20                                      | 大分Ａ                                     | 大阪                                       |
| 第22回 | 2011年2月20日 | 5区間 21.3 km    | 28チーム | 大阪Ａ(3)                                  | 47:17                                      | 大分Ａ                                     | 兵庫Ａ                                     |
| 第23回 | 2012年2月19日 | 5区間 21.3 km    | 25チーム | 福岡(2)                                    | 45:50                                      | 京都Ａ                                     | 大分Ａ                                     |
| 第24回 | 2013年2月17日 | 5区間 21.3 km    | 28チーム | 福岡(3)                                    | 45:30                                      | 大分Ａ                                     | 京都Ａ                                     |
| 第25回 | 2014年3月9日  | 5区間 21.3 km    | 26チーム | 福岡(4)                                    | 46:42                                      | 大分Ａ                                     | 東京                                       |
| 第26回 | 2015年3月8日  | 5区間 21.3 km    | 24チーム | 福岡Ａ(5)                                  | 44:31                                      | 東京                                       | 大分Ａ                                     |
| 第27回 | 2016年3月13日 | 5区間 21.3 km    | 23チーム | 東京(初)                                   | 45:54                                      | 岡山                                       | 京都Ａ                                     |
| 第28回 | 2017年3月12日 | 5区間 21.3 km    | 18チーム | 大分Ａ(9)                                  | 45:56                                      | 福岡                                       | 岡山                                       |
| 第29回 | 2018年3月11日 | 5区間 21.3 km    | 23チーム | 大分Ａ(10)                                 | 46:23                                      | 福岡Ａ                                     | 京都Ａ                                     |
| 第30回 | 2019年3月10日 | 5区間 21.3 km    | 26チーム | 福岡Ａ(6)                                  | 42:53                                      | 大分Ａ                                     | 京都Ａ                                     |
| 第31回 | 2020年3月8日  | 5区間 20.9 km    | 22チーム | 新型コロナウイルス感染症拡大防止のため中止 | 新型コロナウイルス感染症拡大防止のため中止 | 新型コロナウイルス感染症拡大防止のため中止 | 新型コロナウイルス感染症拡大防止のため中止 |
| 第32回 | 2021年3月14日 | 5区間 20.9 km    | ―        | 新型コロナウイルス感染症拡大防止のため中止 | 新型コロナウイルス感染症拡大防止のため中止 | 新型コロナウイルス感染症拡大防止のため中止 | 新型コロナウイルス感染症拡大防止のため中止 |
| 第33回 | 2022年3月13日 | 5区間 20.9 km    | ―        | 新型コロナウイルス感染症拡大防止のため中止 | 新型コロナウイルス感染症拡大防止のため中止 | 新型コロナウイルス感染症拡大防止のため中止 | 新型コロナウイルス感染症拡大防止のため中止 |
| 第34回 | 2023年3月12日 | 5区間 21.3 km    | 15チーム | 東京(2)                                    | 48:01                                      | 大分                                       | 岡山                                       |
| 第35回 | 2024年3月10日 | 5区間 21.3 km    | 16チーム | 福岡Ａ(7)                                  | 47:22                                      | 岡山                                       | 大分Ａ                                     |
| 第36回 | 2025年3月9日  | 5区間 21.3 km    | 18チーム | 東京(3)                                    | 47:41                                      | 福岡Ａ                                     | 大分Ａ                                     |